# Dolány (Szlovénia)
Dolány (korábban Kis- és Nagy-Dolincz, szlovénül: Dolenci) falu a Muravidéken, Szlovéniában. Közigazgatásilag Salhoz tartozik.

## Fekvése
Muraszombattól 31 kilométerre északra fekszik, a Vendvidéki-dombság (Goričko) területén, közvetlenül a szlovén-magyar határ mentén, a Dolányi-patak (Dolenski potok) partján. Kis- és Nagydolány egyesítésével jött létre.

## Története
A község két faluból Kisdolányból (Mali Dolenci) és Nagydolányból (Velikih Dolenci) alakult ki. Az első írásos emlékek viszont csak egy települést említenek 1331-ben "Sancto Nicolao de Hudusfeu", (azaz Hodosfő-Szentmiklós) néven, amely a községben ma is álló katolikus Szent Miklós templomtól ered. 1368-ból is csak egy községről "Dalinch" néven esik említés a környéken, ami azt bizonyítja, hogy a két falu szétválása később kezdődött. Ekkor kapja királyi adományként a Felsőlendvai Széchy család a magvaszakadt Dalinczi (Dolinczi) Miklós birtokát Hodosfő-Szentmiklóst azaz Dolincot.
Egykor Dolinc néven szerepeltek a térképeken, Nagydolányt azonban leggyakrabban csak Dolinc néven írták, míg a másik település volt tőle megkülönböztetve Kisdolinc néven. 1370-ben "Poss. Hudusfeu Zenthmiclos al. nom. Dolynch", 1430-ban "Dolyncz" néven szerepel a korabeli forrásokban.
A település később is a Széchyek birtoka maradt. A Széchy család fiágának kihalása után 1685-ban Felsőlendva új birtokosa Nádasdy Ferenc, Széchy Katalin férje lett. Ezután az uradalommal együtt egészen a 19. század második feléig a Nádasdyaké.
Vályi András szerint "DOLINCZ. Kis, és Nagy Dolincz. Tót faluk Vas Vármegyében, földes Ura Gróf Nádasdy Uraság, lakosai katolikusok, fekszenek Mór vize mellett a’ Szent Gothárdi Uradalomban, határjai középszerűek, második Osztálybéliek."
Fényes Elek szerint "Kis- és Nagy-Dolincz, 2 vindus falu, Vas vmgyében, a felső-lendvai uradalomban, 511 kath. lak., paroch. templommal, köves határral. Ut. p. Radkersburg."
Vas vármegye monográfiája szerint "Kis-Dolincz, szétszórt házakból álló vend, hegyi község, 23 házzal és 127 r. kath. lakossal. Postája Nagy-Dolincz, távírója Szt. Gotthárd. Nagy-Dolincz, 81 házzal és 421 r. kath. vallású, vend lakossal. Postája van, távírója Szent-Gotthard. Czinteremmel körülvett kath. temploma 1757-ben épült. Földesurai a Nádasdyak voltak."
A település a 19. század második felében kapta a Dolány nevet. 1910-ben Kisdolánynak 133, Nagydolánynak 420, túlnyomórészt szlovén lakosa volt. A 19. században még a Tótsági járás része volt, majd a trianoni békeszerződésig Vas vármegye Szentgotthárdi járásához tartozott. 1919-ben rövid ideig a Vendvidéki Köztársaság része volt. Ezután a Szerb–Horvát–Szlovén Királysághoz csatolták, mely 1929-ben a Jugoszlávia nevet vette fel. 1941-ben újra visszakerült Magyarországhoz, Kis- és Nagydolányt ekkor egyesítették. 1945 után véglegesen Jugoszlávia része lett. A jugoszlávok a község visszaszerzése után megszüntették az egyesítést, végül 1952-ben ismét, egyúttal véglegesen is összevonták a településeket. 1991-ben, Szlovénia függetlenségének kikiáltása óta Szlovénia része. 2002-ben a településnek 206 lakója volt.

## Nevezetességei
A dolányi Szent Miklós templom elődje a feljegyzések szerint 1331-ben már állt. A mai templomot 1543-ban gróf Malakóczi Miklós építtette. A szájhagyomány szerint a gróf így tett eleget egy fogadalmának, melyet egy vadászat során tett, ahol egy csapat vadkan támadta meg, de egy fára felmászva szerencsésen megmenekült. Az 1683-as török pusztítás után 1699-ben újjáépítették, végleges formáját 1757-ben és 1776-ban kapta, amikor barokk stílusúvá alakították át.

## Híres emberek
- Itt élt Sbüll Ferenc költő
- Itt élt Klekl József író
- Itt született Feri Lainšček író